# Сігелне
Сігелне (словац. Sihelné) — село, громада округу Наместово, Жилінський край. Кадастрова площа громади — 14,41 км².
Населення 2161 особа (станом на 31 грудня 2018 року).

## Історія
Сігелне згадується 1630 року.

## Населення
| Рік:            | 1994. | 2004.    | 2014.   | 2024.   |
| --------------- | ----- | -------- | ------- | ------- |
| Кількість осіб: | 1821  | 2017     | 2109    | 2166    |
| Різниця:        |       | +10,76 % | +4,56 % | +2,70 % |

| Рік:            | 2023. | 2024.   |
| --------------- | ----- | ------- |
| Кількість осіб: | 2186  | 2166    |
| Різниця:        |       | -0,91 % |